# Campeonato Europeu de Atletismo em Pista Coberta de 2013 - 1500 m masculino
A prova dos 1500 metros masculino do Campeonato Europeu de Atletismo em Pista Coberta de 2013 foi disputada entre 2 e 3 de março de 2013 no Scandinavium em Gotemburgo, Suécia.

## Recordes
Antes desta competição, os recordes mundiais e do campeonato nesta prova eram os seguintes:
|                       | Nome               | Nacionalidade | Tempo     | Local     | Data                    |
| --------------------- | ------------------ | ------------- | --------- | --------- | ----------------------- |
| Recorde mundial       | Hicham El Guerrouj | Marrocos      | 3m 31s 18 | Estugarda | 2 de fevereiro de 1997  |
| Recorde do campeonato | Ivan Heshko        | Ucrânia       | 3m 36s 70 | Madri     | 6 de março de 2005      |
| Recorde europeu       | Andrés Manuel Díaz | Espanha       | 3m 33s 32 | Pireu     | 24 de fevereiro de 1999 |

## Medalhistas
| Ouro                              | Prata                     | Bronze               |
| Mahiedine Mekhissi-Benabbad (FRA) | İlham Tanui Özbilen (TUR) | Simon Denissel (FRA) |

## Cronograma
Todos os horários são locais (UTC+2).
| Data       | Hora  | Evento  |
| ---------- | ----- | ------- |
| 2 de março | 13:10 | Bateria |
| 3 de março | 18:00 | Final   |

## Resultados

### Bateria
Qualificação: 2 atletas de cada bateria  (Q) mais os  3 melhores qualificados (q).  
| Posição | Bateria | Atleta                      | Nacionalidade | Tempo   | Notas |
| ------- | ------- | --------------------------- | ------------- | ------- | ----- |
| 1       | 1       | İlham Tanui Özbilen         | Turquia       | 3:39.58 | Q     |
| 2       | 1       | David Bustos                | Espanha       | 3:39.90 | Q     |
| 3       | 1       | Bartosz Nowicki             | Polónia       | 3:40.15 | q     |
| 4       | 1       | Hélio Gomes                 | Portugal      | 3:40.82 | q,    |
| 5       | 1       | Oleksandr Borysyuk          | Ucrânia       | 3:41.87 | q     |
| 6       | 2       | Marcin Lewandowski          | Polónia       | 3:42.60 | Q     |
| 7       | 2       | Simon Denissel              | França        | 3:42.75 | Q     |
| 8       | 3       | Mahiedine Mekhissi-Benabbad | França        | 3:43.33 | Q     |
| 9       | 3       | Arturo Casado               | Espanha       | 3:43.33 | Q     |
| 10      | 2       | Florian Orth                | Alemanha      | 3:43.57 |       |
| 11      | 3       | Yegor Nikolayev             | Rússia        | 3:43.58 |       |
| 12      | 1       | Andréas Dimitrákis          | Grécia        | 3:44.83 |       |
| 13      | 2       | Ioan Zaizan                 | Roménia       | 3:45.46 |       |
| 14      | 3       | Andreas Vojta               | Áustria       | 3:45.54 |       |
| 15      | 2       | Goran Nava                  | Sérvia        | 3:45.58 |       |
| 16      | 2       | Jozef Pelikán               | Eslováquia    | 3:45.81 |       |
| 17      | 1       | Bryan Cantero               | França        | 3:46.85 |       |
| 18      | 3       | Mitja Krevs                 | Eslovênia     | 3:47.06 |       |
| 19      | 3       | Mohad Abdikadar Sheik Ali   | Itália        | 3:47.21 |       |
| 20      | 3       | Szymon Krawczyk             | Polónia       | 3:47.84 |       |
| 21      | 2       | Álvaro Rodríguez            | Espanha       | 3:49.10 |       |
| 22      | 3       | Mark Nouws                  | Países Baixos | 3:49.78 |       |
| 23      | 2       | Volodymyr Kyts              | Ucrânia       | 3:50.65 |       |
| 23      | 1       | Najibe Salami               | Itália        | 3:54.04 |       |

### Final
A final foi realizada às 18:00 no dia 3 de março de 2013.  

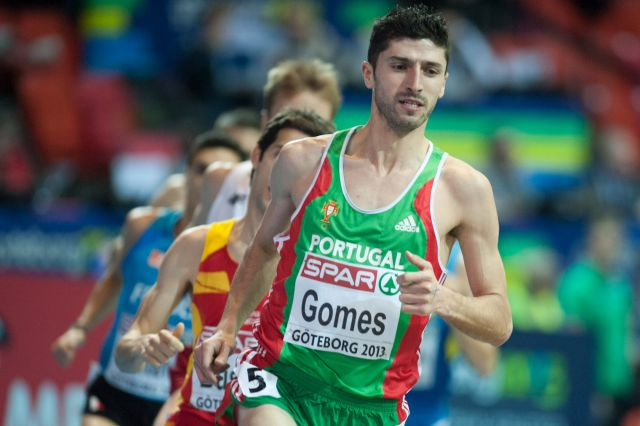
Hélio Gomes na final.

| Posição           | Atleta                      | Nacionalidade | Tempo   | Notas                |
| ----------------- | --------------------------- | ------------- | ------- | -------------------- |
| Medalha de ouro   | Mahiedine Mekhissi-Benabbad | França        | 3:37.17 |                      |
| Medalha de prata  | İlham Tanui Özbilen         | Turquia       | 3:37.22 | Recorde da temporada |
| Medalha de bronze | Simon Denissel              | França        | 3:37.70 | Recorde pessoal      |
| 4                 | Marcin Lewandowski          | Polónia       | 3:39.19 |                      |
| 5                 | Arturo Casado               | Espanha       | 3:39.36 | Recorde da temporada |
| 6                 | Hélio Gomes                 | Portugal      | 3:39.46 | Recorde pessoal      |
| 7                 | Bartosz Nowicki             | Polónia       | 3:39.74 |                      |
| 8                 | David Bustos                | Espanha       | 3:40.14 |                      |
| 9                 | Oleksandr Borysyuk          | Ucrânia       | 3:42.15 |                      |

Legenda
| Recorde mundial       | Recorde mundial (World record)               |                       | Recorde africano                      | Recorde africano (African) |                                           | Q | Classificado por posição (Qualified) |
| Recorde do campeonato | Recorde do campeonato (Championship record)  | Recorde da América    | Recorde da América (Americas)         | q                          | Classificado por melhor tempo (Qualified) |   |                                      |
| Melhor marca do ano   | Melhor marca do ano (World leading)          | Recorde asiático      | Recorde asiático (Asian)              | DNS                        | Não largou (Did not start)                |   |                                      |
| Recorde nacional      | Recorde nacional (National record)           | Recorde europeu       | Recorde europeu (European)            | DNF                        | Não terminou (Did not finish)             |   |                                      |
| Recorde pessoal       | Recorde pessoal do atleta (Personal best)    | Recorde da Oceania    | Recorde da Oceania (Oceania)          | DSQ / DQ                   | Desclassificado (Disqualified)            |   |                                      |
| Recorde da temporada  | Recorde da temporada do atleta (Season best) | Recorde sul-americano | Recorde sul-americano (South America) | NM                         | Sem marca (No mark)                       |   |                                      |